# Sehnsucht (Lacrimosa)
Sehnsucht è il decimo album in studio pubblicato dal gothic duo tedesco/finlandese Lacrimosa, nel 2009.
Anticipato dal singolo "Feuer", uscito il 22 aprile 2009, l'album contiene 10 tracce.

## Tracce
1. Die Sehnsucht in Mir – 8:03
2. Mandira Nabula – 5:17
3. A.u.S. – 6:50
4. Feuer – 4:33
5. A Prayer for Your Heart – 5:13
6. I Lost My Star in Krasnodar – 5:39
7. Die Taube – 7:28
8. Call Me with the Voice of Love – 3:36
9. Der Tote Winkel – 5:23
10. Koma – 7:46

## Formazione
- Tilo Wolff - voce, chitarre
- Anne Nurmi - tastiere, voce